# Octamyrtus halmaherensis
Octamyrtus halmaherensis är en myrtenväxtart som beskrevs av Lyndley Alan Craven och Sunarti. Octamyrtus halmaherensis ingår i släktet Octamyrtus och familjen myrtenväxter.
Artens utbredningsområde är Moluckerna. Inga underarter finns listade i Catalogue of Life.